# Zastava M76
Das Zastava M76 war das Standard-Scharfschützengewehr der jugoslawischen Armee. Nach dem Zerfall Jugoslawiens behielten die jugoslawischen Nachfolgestaaten das Gewehr bei. Die Waffe basiert auf der Technik des Sturmgewehrs AK-47. Entwickelt und produziert wurde es von dem jugoslawischen Hersteller Zastava Oružje.

## Geschichte
Bereits Ende der 1940er-Jahre wurde mit dem Mehrladekarabiner Modell 48 ein Nachbau des deutschen Karabiners 98k im Kaliber 7,92 × 57 mm gefertigt. Das später daraus entwickelte Scharfschützengewehr Modell 69 verschoss die gleiche Munition, auch das M76 verwendete im Einsatz bei der jugoslawischen Armee Munition in diesem Kaliber. Zivil- und Exportvarianten fertigte die Waffenfabrik Zastava auch NATO- oder Ostblock-typischen Kalibern 7.62x51mm, bzw. 7.62x54R.
Das M76 wurde auf Basis des AK-47 bzw. der Maschinenpistole AKM entwickelt. Das AKM wurde von Zastava als Modell 70 B1, das AKMS als Modell 70 AB2 produziert. Hieraus entstand das modifizierte M79.
Das M76 wurde Mitte der 1970er-Jahre als Standardwaffe der Scharfschützen der jugoslawischen Armee eingeführt. Während der Jugoslawienkriege wurde es auf verschiedenen Seiten benutzt, sowohl in Bosnien als auch im Kosovo. Heute dient das Gewehr in der Rolle des Designated Marksman Rifle für Zielfernrohr-Schützen aktueller Krisenregionen.

## Technik und Aussehen
Die Waffe ist sofort als der Kalaschnikow-Waffenfamilie zugehörig zu erkennen. Blechprägeteile und Holzkolben dominieren das Bild, obwohl der Systemkasten aus dem Vollen gefräst ist. Der Kolben ist fest angebracht und verfügt über eine Abschlusskappe, der Vorderschaft ist zweigeteilt. Der Pistolengriff ist ebenfalls aus Holz gefertigt.
Die Waffe ist ein für Einzelfeuer eingerichteter Gasdrucklader mit Drehkopfverschluss. Die Munition wird aus einem zehnschüssigen Kastenmagazin zugeführt. Der Lauf ist mit dem des sowjetischen Dragunow-Scharfschützengewehrs nahezu baugleich, jedoch ist der Mündungsfeuerdämpfer sehr lang. Unter diesem befindet sich eine Aufnahme für ein Bajonett.
Die Waffe verfügt über ein Not-Kurvenvisier mit Einstellungen bis 300 m. Als Hauptvisierung findet ein vierfach vergrößerndes Zielfernrohr (650 g Gewicht) bzw. ein Nachtsichtgerät Verwendung.

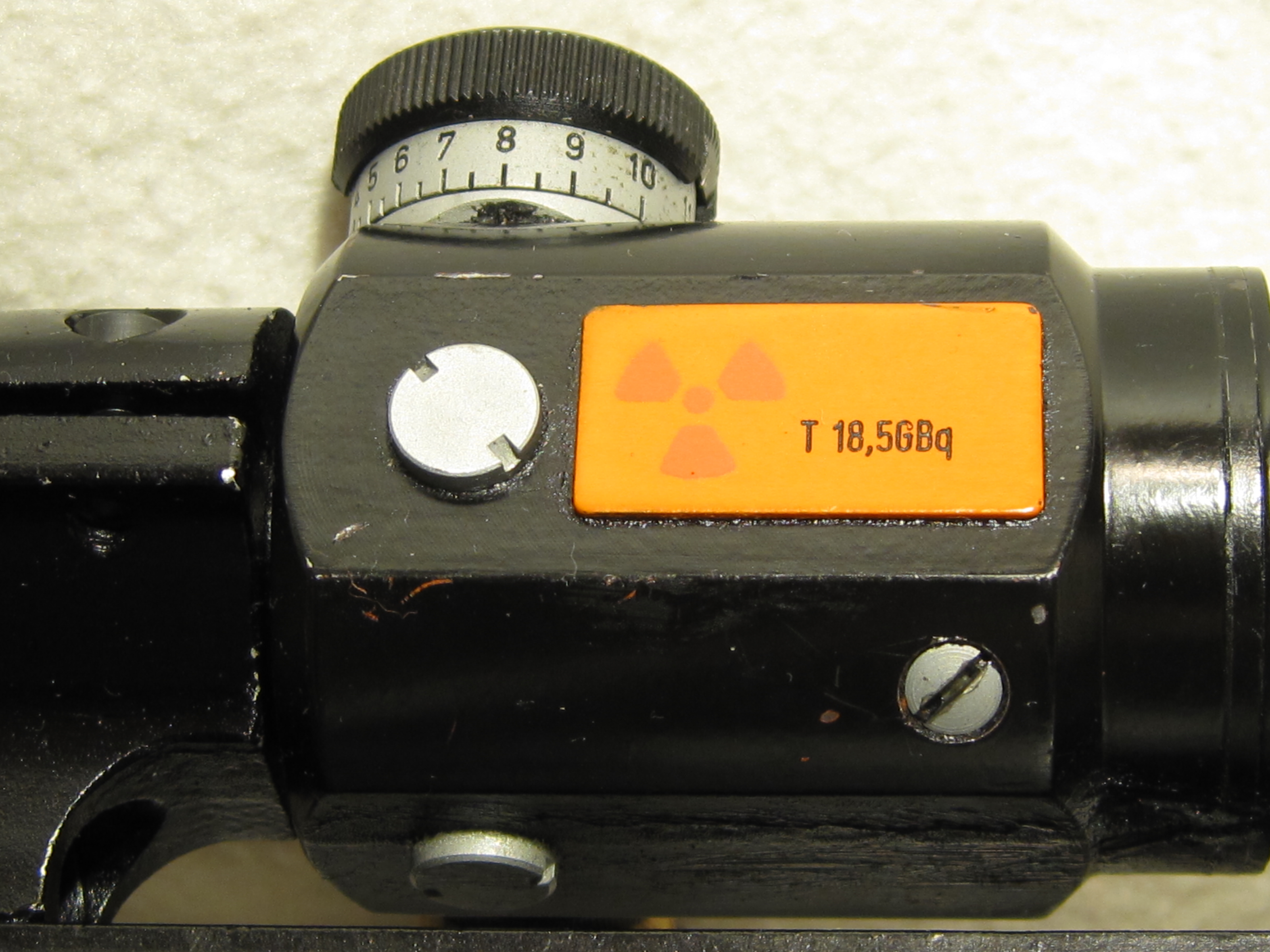
ZRAK ON-M76 Höhenverstellturm und Warnung vor Radioaktivität

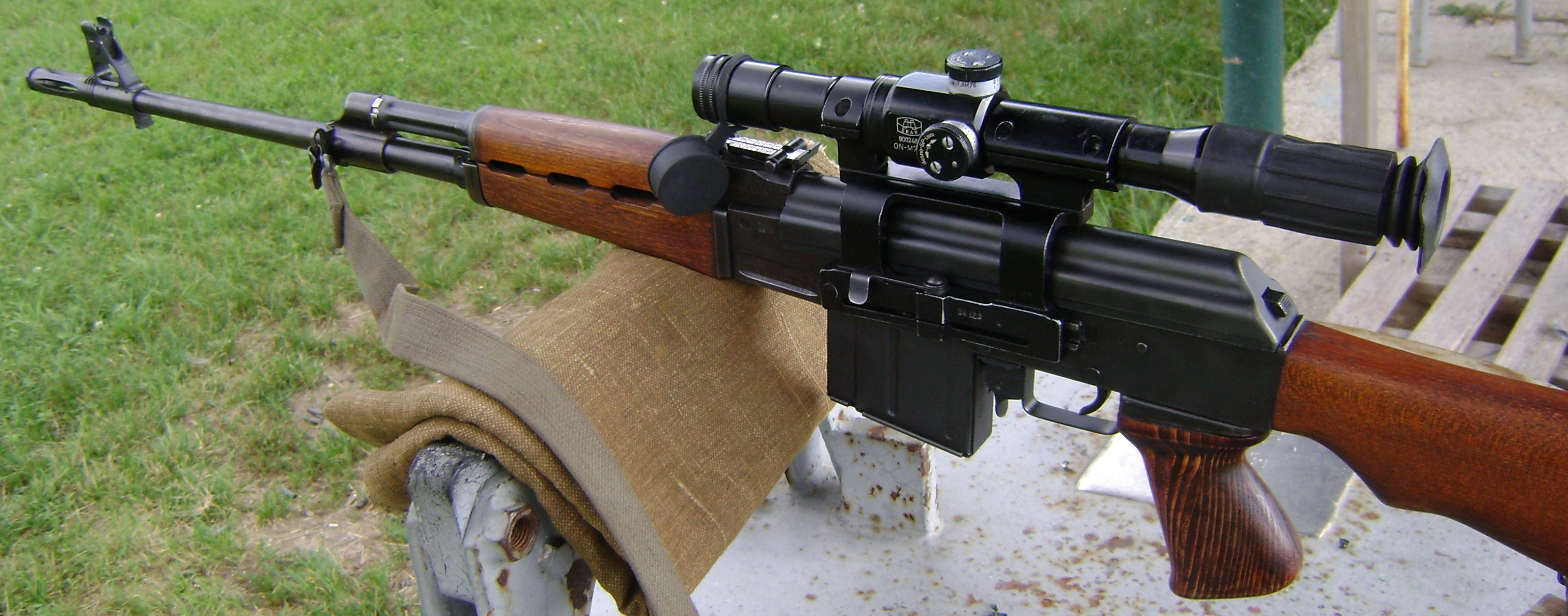
ZRAK ON-M76 montiert auf M76

Das typisch verwendete Zielfernrohr ist ein ZRAK ON-M76 4× 5°10’, hergestellt bei ZRAK in Sarajevo, Bosnien und Herzegowina. Das Zielfernrohr verfügt über ein Absehen wie das PSO-1. Die Absehenbeleuchtung des ZRAK M76 4× 5°10’ findet durch radioaktives Tritium statt.